# اسکورپین (کارمیلا بلک)
اسکورپین (به انگلیسی: Scorpion) (کارمیلا بلک به دنیا آمده با نام تاسانه راپاچینی) یک شخصیت تخیلی و ابرقهرمان در کتاب‌های کامیک می‌باشد. این شخصیت به دست فرد ون لنته و لئونارد کیک خلق شده و برای اولین بار در فانتزی شگفت‌انگیز سری دوم شماره ۷ام (ژوئن ۲۰۰۵) معرفی شد.
جدا از کتاب‌های کامیک، شرکت مارول از عقرب در دیگر کالاهای خود از جمله پوشاک، اسباب‌بازی، ورق بازی، انیمیشن‌های تلویزیونی و بازی‌های رایانه‌ای استفاده کرده‌است.